# ドッジ・ライン

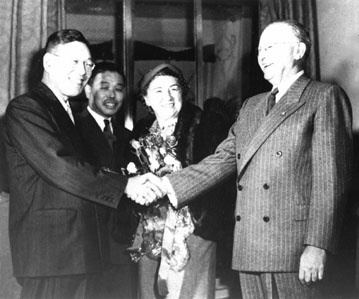
ジョゼフ・ドッジ（右）と大蔵大臣池田勇人

ドッジ・ライン（英: Dodge Line）は、戦後混乱期（戦後占領期）の1949年（昭和24年）2月に、日本経済の自立と安定とのために実施された財政金融引き締め政策。インフレ・国内消費抑制と輸出振興が軸となっており、GHQ経済顧問として訪日したデトロイト銀行頭取のジョゼフ・ドッジが立案して勧告した。1948年（昭和23年）12月にGHQが示した、「経済安定9原則」の実施策である。
ドッジ・プランとも呼ばれる。

## 時代背景
敗戦後、3年を経過した日本は、未だGHQの占領下にあった。この頃、アメリカとソ連の間では、すでに冷戦が表面化していたため、GHQは日本をアジアにおける反共の砦に仕立て上げる必要に迫られていた。そこで、米国は1948年12月にGHQを通じて「経済安定9原則」を吉田茂首相に指令し、翌1949年2月に来日したジョゼフ・ドッジは後に「ドッジ・ライン」と呼ばれる経済合理化政策を画策した。それまでと異なり日本の資本主義を強化する方策を打ち出し、同1949年3月7日にドッジが内外記者団との会見において発表するに至った。

## ドッジの認識
訪日したドッジは記者団への会見で「日本の経済は両足を地につけておらず、竹馬に乗っているようなものだ。竹馬の片足はアメリカの援助、他方は国内的な補助金の機構である。竹馬の足をあまり高くしすぎると転んで首の骨を折る危険がある」 と述べた。ドッジが指摘したこの状況は、「竹馬経済」と呼ばれるようになる。
なお、ドッジは古典的な自由経済主義者であって新自由主義を信奉していたため、「竹馬発言」にも見られるように統制的なインフレ対策を嫌った。しかし、GHQの経済官僚はニューディーラーとして介入的なインフレ対策を支持したため、ドッジは必ずしも歓迎されなかったとされる。

## 実施内容
1. 一般会計のみならず、特別会計、政府関係機関勘定を含めた総予算での超均衡予算
総合収支が以前の赤字から黒字に転じた
2. すべての補助金の可視化及び廃止
貿易管理特別会計などに含まれていた事実上の補助金の可視化と価格差補給金などのすべての補助金を廃止し、財政健全化に寄与
3. 復興金融債券の発行と新規貸し出しの停止
インフレ要因を根絶し、復金インフレの打開、通貨供給の抑制
4. 1ドル=160 - 600円[5]であった複数レート制の改正による、1ドル＝360円の単一為替レートの設定
市場メカニズムに依拠した日本経済の国際市場の復帰が可能になった。
5. 物資統制と価格統制の漸次廃止、自由競争の促進
市場メカニズムの機能が改善

## 影響

### ドッジ不況
復金インフレの収束と、市場の機能改善、単一為替レートによって日本経済が世界経済にリンクされ国際市場への復帰が可能になったことなどが好影響として挙げられる。その一方で、デフレーションが進行し、失業や倒産が相次ぐ「ドッジ不況」（安定恐慌）が引き起こされ、1950年（昭和25年）7月6日には、ついに東京証券取引所の修正平均株価（現：日経平均株価）は、算出来の安値となる85.25円を記録した。これは現在に至るまで史上最安値となっている。

### 金融引き締めの影響
金融引き締めに伴う大企業の首切り・合理化は熾烈を極めたが、同時期に国鉄、専売局が公社化されたことも相まって、社会は混乱した。
こうした首切りに対して労働組合側は反対闘争で応じたが、中でも60万人の組合員を擁する国鉄労働組合（国労）は、その中心勢力であった。国労組合員10万人の首切りが成功するかどうかがドッジ・ラインの成否を左右すると言われていた状況下、下山・三鷹・松川の国鉄三大事件が発生するなど、結果として合理化は成功したが社会情勢は非常に不安定になった。

### 金融緩和への方向転換
FRB（連邦準備制度理事会）の元理事でGHQ顧問であったタマナ (Frank Tamagna) が日銀の政策を研究し、東洋経済新報社発行の英文月刊誌オリエンタル・エコノミストを支持した。この結果、貸付を厳しく制限していた日銀が1949年半ばに態度を変え、政府預金の一部をいくつかの大手銀行の口座に移す調整をはじめた。また、大企業への大型融資を複数の銀行銀行で共同融資し、貸し出すことを認めた。大型融資事例としてトヨタ自動車1950年危機が有名である。

### 朝鮮特需によるドッジ不況の終焉
1950年の朝鮮戦争の勃発で朝鮮特需により、1950年だけで1億4988万9000ドル(GDPの約5％)を受注し、好景は好転することとなった。